# Elizabeth Fleischman
Elizabeth Fleischman-Aschheim (Condado de El Dorado, 5 de março de 1867 – 3 de agosto de 1905) foi uma radiologista estadunidense, considerada pioneira dos raios X. Foi a primeira mulher a morrer devido aos efeitos de seu trabalho com raios X.

## Formação
Elizabeth Fleischman nasceu no Condado de El Dorado, Califórnia (possivelmente em Placerville), em 5 de março de 1867, filha de imigrantes judeus do Império Austríaco. Sua mãe, Katherine Lezansky, nasceu em Praga e tinha vários familiares que eram médicos no que hoje é a República Tcheca. Seu pai, Jacob Fleischman, era padeiro, e Elizabeth era um dos cinco filhos.
Em 1876 a família mudou-se para São Francisco, onde o pai de Elizabeth trabalhou primeiro como padeiro e depois se tornou um comerciante que vendia vários artigos diversos e charutos. Elizabeth Fleischman frequentou a Girls' High School e abandonou o ensino médio em 1882 para ajudar a sustentar sua família. Em seguida ela fez cursos de escrituração e administração de escritórios e, durante algum tempo, trabalhou como contadora na Friedlander & Mitau, uma fabricante de roupas íntimas de São Francisco.
Com a morte de sua mãe foi morar com sua irmã Estelle, casada com o médico e cirurgião inglês Michael Joseph Henry Woolf. Ela trabalhou no consultório da clínica médica de Woolf como contadora, onde ele compartilhou e apoiou a curiosidade dela na nova tecnologia médica de raios-X.

## Pioneira em raios X
Em 1896 ela leu sobre os avanços de Wilhelm Conrad Röntgen com raio X em Viena, Áustria: "Uma nova descoberta fotográfica" que despertou seu interesse em radiografia. Em agosto de 1896 assistiu a uma palestra pública e apresentação de aparelhos de raios X por Albert Van der Naillen em São Francisco. Mais tarde naquele ano matriculou-se na Escola de Engenharia de Van der Naillen e fez um curso de ciências elétricas, em parte influenciada pela palestra de Van der Naillen e pelo incentivo do cunhado médico.
Após a conclusão do curso pediu dinheiro emprestado a seu pai para comprar aparelhos de raios X e um fluoroscópio. Ela rapidamente mostrou grande interesse e se tornou proficiente com os vários aparelhos necessários para produzir os raios X.
Em 1897, um ano após a descoberta dos raios X por Röntgen, ela havia estabelecido um laboratório de raios X na Sutter Street em São Francisco. Lá examinou pacientes em nome de médicos locais. Este trabalho exigia experiência em anatomia e fotografia para produzir imagens nítidas.
Em 1898 os jornais dos Estados Unidos relataram os resultados de seu trabalho bombardeando alimentos comercializados com raios X para detectar a presença ou ausência de "adulteração" por impurezas. Ela também começou a tirar imagens de raios X de animais e objetos comuns, como o interior de um sapato.

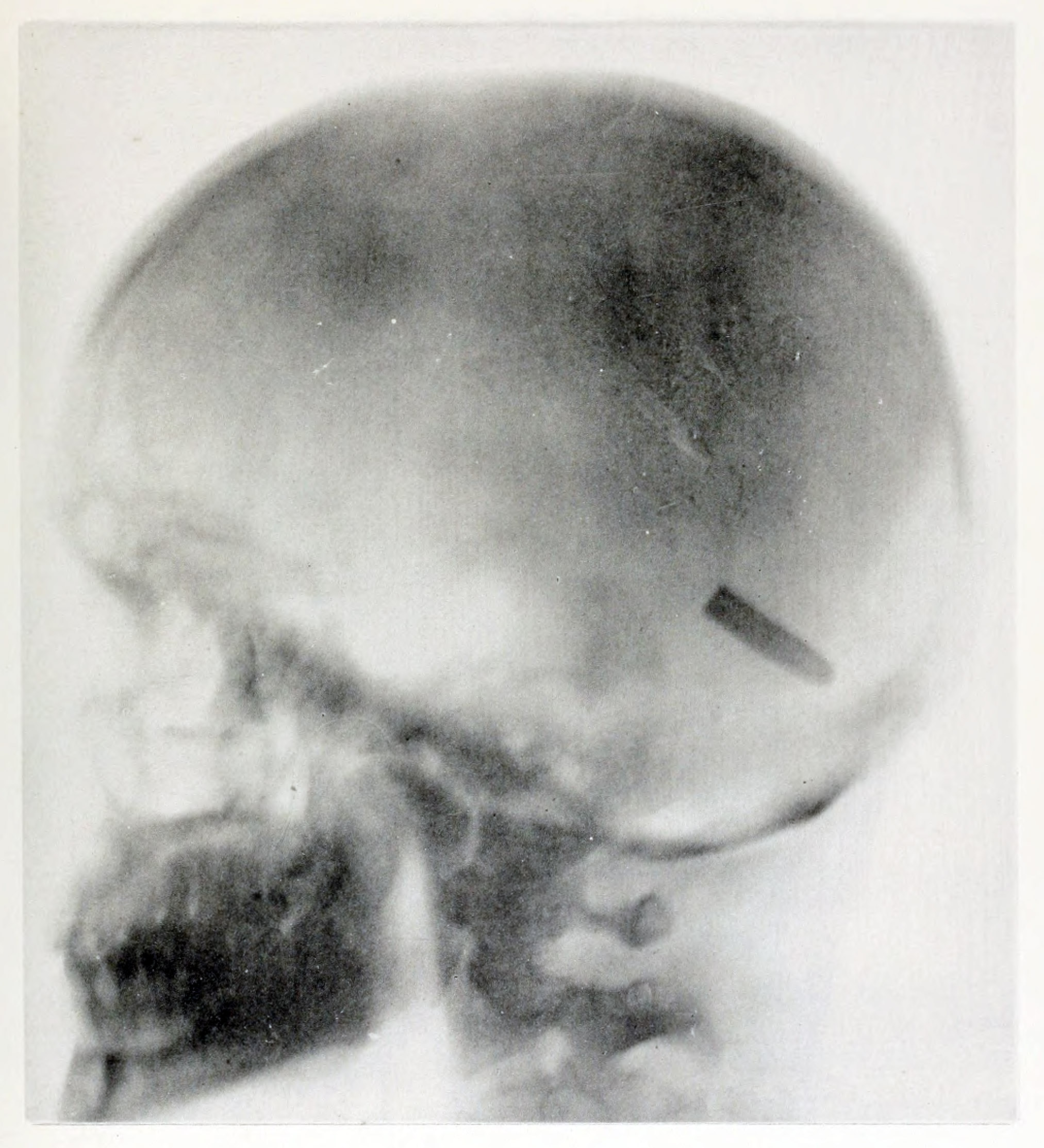
Radiografia por Elizabeth Fleischman do crânio do soldado John Gretzer Jr. mostrando uma bala alojada no cérebro.

Em dezembro de 1898 começou a prestar serviços como radiografista para o Exército dos Estados Unidos, que enviava soldados feridos do teatro do Pacífico da Guerra Hispano-Americana de volta aos Estados Unidos através de São Francisco.
Em 20 de agosto de 1899 ela tirou uma de suas radiografias mais famosas, uma imagem mostrando uma bala de Mauser de 7 mm alojada no cérebro de John Gretzer Jr., na região do lóbulo occipital esquerdo. O soldado Gretzer, do 1st Nebraska Volunteers, foi ferido em Mariboa, Filipinas, em 27 de março de 1899, durante a Guerra Hispano-Americana. Mais tarde o soldado voltou ao serviço como auxiliar de correio. Relatos do caso foram reportados na edição de 1902 do The International Text-Book of Surgery e em jornais. Outro caso de uma bala alojada no crânio de um soldado, radiografado por ela, também foi relatado em jornais em 1899.
Ela recebeu elogios por seu trabalho durante a Guerra Hispano-Americana do cirurgião geral do Exército George Miller Sternberg. Várias de suas radiografias também foram usadas por William Cline Borden para ilustrar seu livro sobre o uso médico de raios X na Guerra Hispano-Americana.

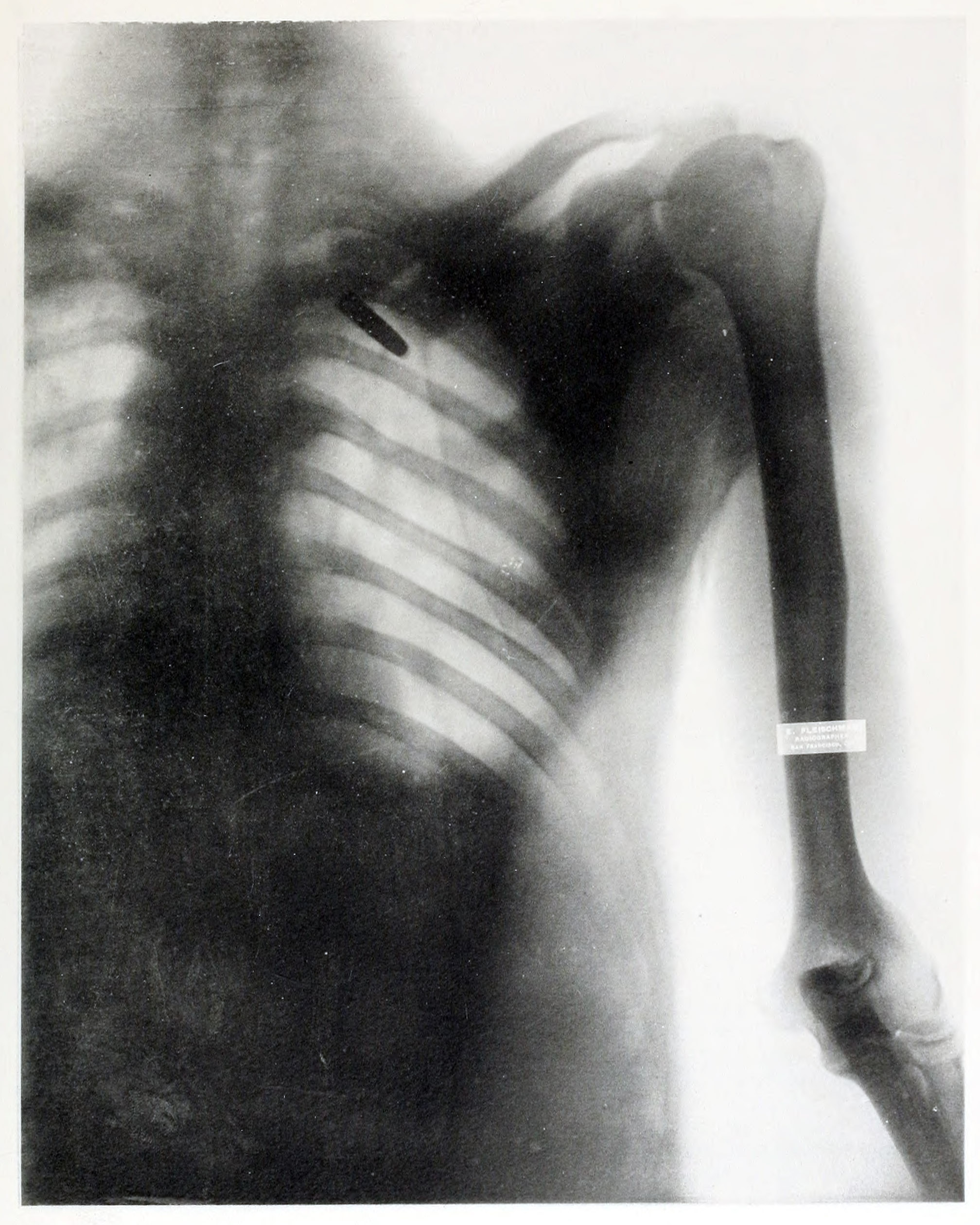
Radiografia por Elizabeth Fleischman do peito do soldado James Edwards, mostrando uma bala alojada perto da coluna vertebral.

Em março de 1900 ela foi membro inaugural da Roentgen Society dos Estados Unidos, que mais tarde se tornou a American Roentgen Ray Society. Ela foi um dos poucos membros da sociedade que não eram médicos. Nesse mesmo ano o American X-ray Journal descreveu o trabalho e as realizações:
"The high grade work of this lady radiographer deserves public commendation for her painstaking and tireless energy to promote x-ray science. The excellence of her work has been mentioned through the lay press but especially commented upon by medical and scientific journals. ... If Miss Fleischman is a fair criterion of what other women may do in radiography it will be well for us that the infection should spread." 

## Efeitos da radiação e morte
Na época em que ela trabalhava como radiologista os tubos de raios X não eram protegidos, e era comum os operadores colocarem as próprias mãos na frente do fluoroscópio para verificar as exposições. Além disso, ela costumava se expor aos raios X para mostrar aos pacientes que o procedimento era indolor.

Em 1903 os efeitos cumulativos de sete anos de exposição a raios X desprotegidos e dias de trabalho de doze horas começaram a aparecer, como dermatite por raios X em suas mãos. Ela atribuiu essa irritação aos produtos químicos usados no desenvolvimento de chapas fotográficas. No início de 1904 a dermatite progrediu até o ponto em que ela procurou atendimento médico. Os médicos descobriram:
"The fingers of both hands were found to be badly ulcerated, chiefly the tissues over the middle phalanges and the middle joints....the surfaces presenting both an ulcerated and warty condition, the warts assuming the form of necrogenica-healing alternating with ulceration. All the secreting glands and hair-follicles were destroyed so that the skin was hard and dry and cracked easily. All forms of treatment by ointments and washes were without permanent benefit." 
Ela continuou a trabalhar apesar dessa lesão. Em 1904 ela foi responsável por introduzir medidas de proteção para os operadores de máquinas de raio-x. Ela comentou sobre os méritos das telas de vidro de chapa dupla e metais como chumbo, alumínio, ferro e cobre para "resistir" aos raios X.
No final de 1904 a dermatite evoluiu para câncer. Os médicos tentaram retirar um tumor na mão direita, mas isso não impediu a progressão do carcinoma. Em janeiro de 1905 todo o braço direito e a escápula com a clavícula foram amputados. A edição de 4 de março de 1905 da revista Electrical World and Engineer publicou os detalhes sobre a amputação do braço direito de Fleishman e sua retirada do campo da radiografia e declarou:
"The leading medical and scientific men of the Coast are full of sympathy and regrets that Mrs. Aschheim has been forced to give up her eminent work as a radiographer in the midst of a brilliant career. It will be a serious loss to them to be deprived of her professional services in the most difficult cases for X-ray examination and radiography."
Quatro meses depois o câncer se manifestou novamente e foram encontradas metástases pleura e nos pulmões. Elizabeth Fleischman morreu em 3 de agosto de 1905 aos 38 anos de idade. O anúncio de sua morte foi publicado no San Francisco Examiner e no San Francisco Chronicle, que observou:
"[S]o intent was she in the performance of her work that she became careless of her own health. She acquired the reputation [as] the most expert woman radiographer of the world, but she sacrificed her arm [to radiation poisoning] in the pursuit of that fame. The arm was amputated last January. She never fully recovered her health, though she endured all suffering with heroic fortitude. Death came as a relief..."
Em sua lápide consta simplesmente: "Acho que fiz algo de bom neste mundo".
Fleischman foi a segunda pessoa e a primeira mulher a morrer como resultado da exposição aos raios X. No ano anterior Clarence Madison Dally, um soprador de vidro dos Estados Unidos e assistente de Thomas Edison em seu trabalho sobre raios X, morreu em circunstâncias semelhantes às de Fleischman.

## Vida pessoal
Em 1900, aos 32 anos de idade, Fleischman casou-se com Israel Julius Aschheim. Hifenizou seu sobrenome para Fleischmann-Aschheim. O anúncio de seu casamento foi impresso em 5 de setembro de 1900 no The San Francisco Call. Aschheim nasceu na Prússia e imigrou para a Califórnia em 1868. Ele era o grande secretário da Ordem Independente de B'nai B'rith (distrito nº 4, Costa do Pacífico), uma organização judaica de serviços, e serviu como  secretário assistente do California Board of Education.

## Publicações e citações
- Fleischman, Elizabeth. (1898). Description of Plates: Plate LV: American Frog. Archives of the Roentgen Ray. 3(2): 62.
- Borden, William Cline, & Sternberg, George Miller. (1900). The Use of the Röntgen Ray by the Medical Department of the United States Army in the War with Spain. Washington, D.C. Government Printing Office.
- Senn, Nicholas. (1900). The X-ray in Military Surgery. Philadelphia Medical Journal. 5: 36–37.